# New York City Department of Parks and Recreation

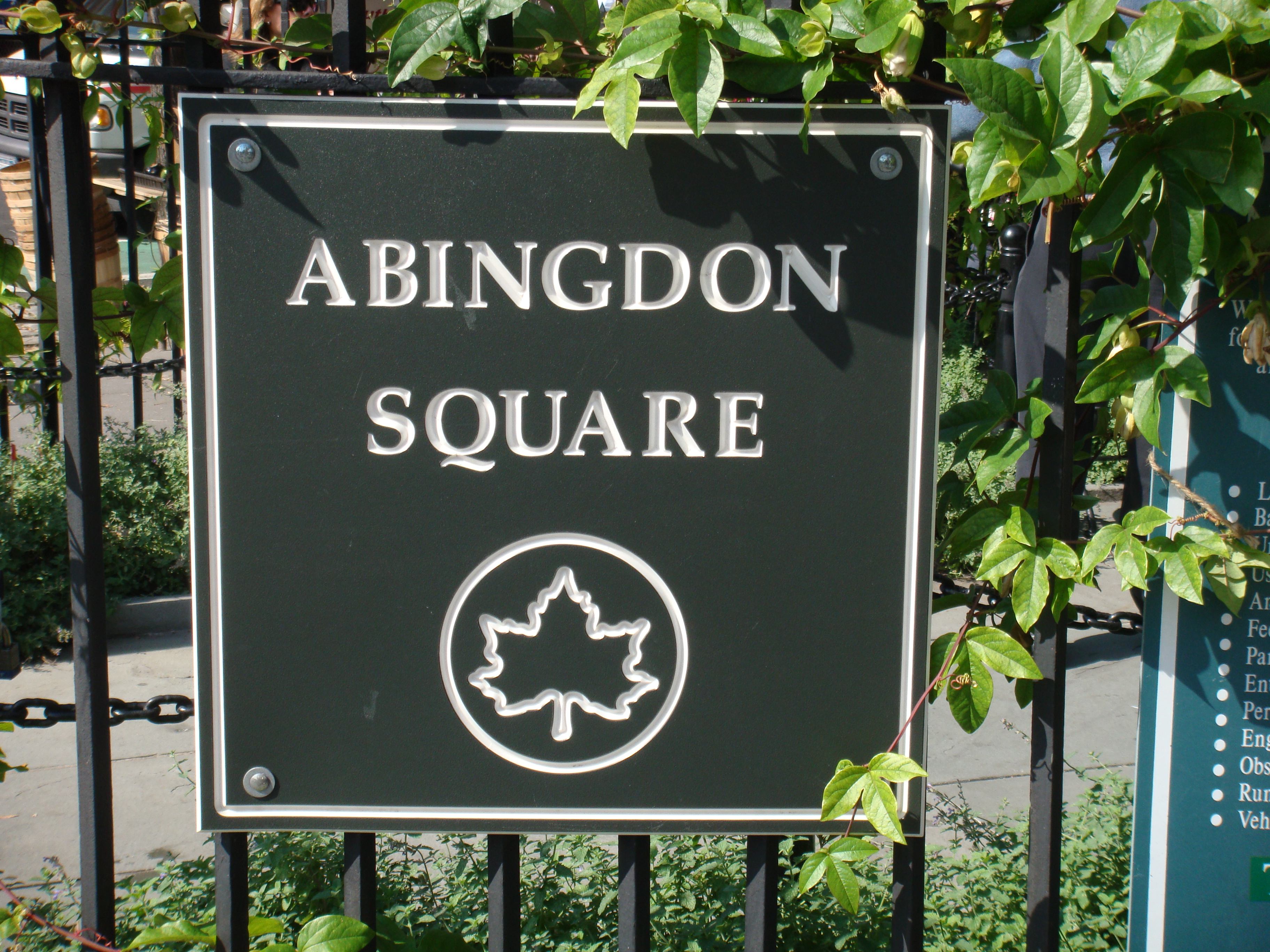
Naambord van het Abingdon Square Park met het logo van het New York City Department of Parks and Recreation

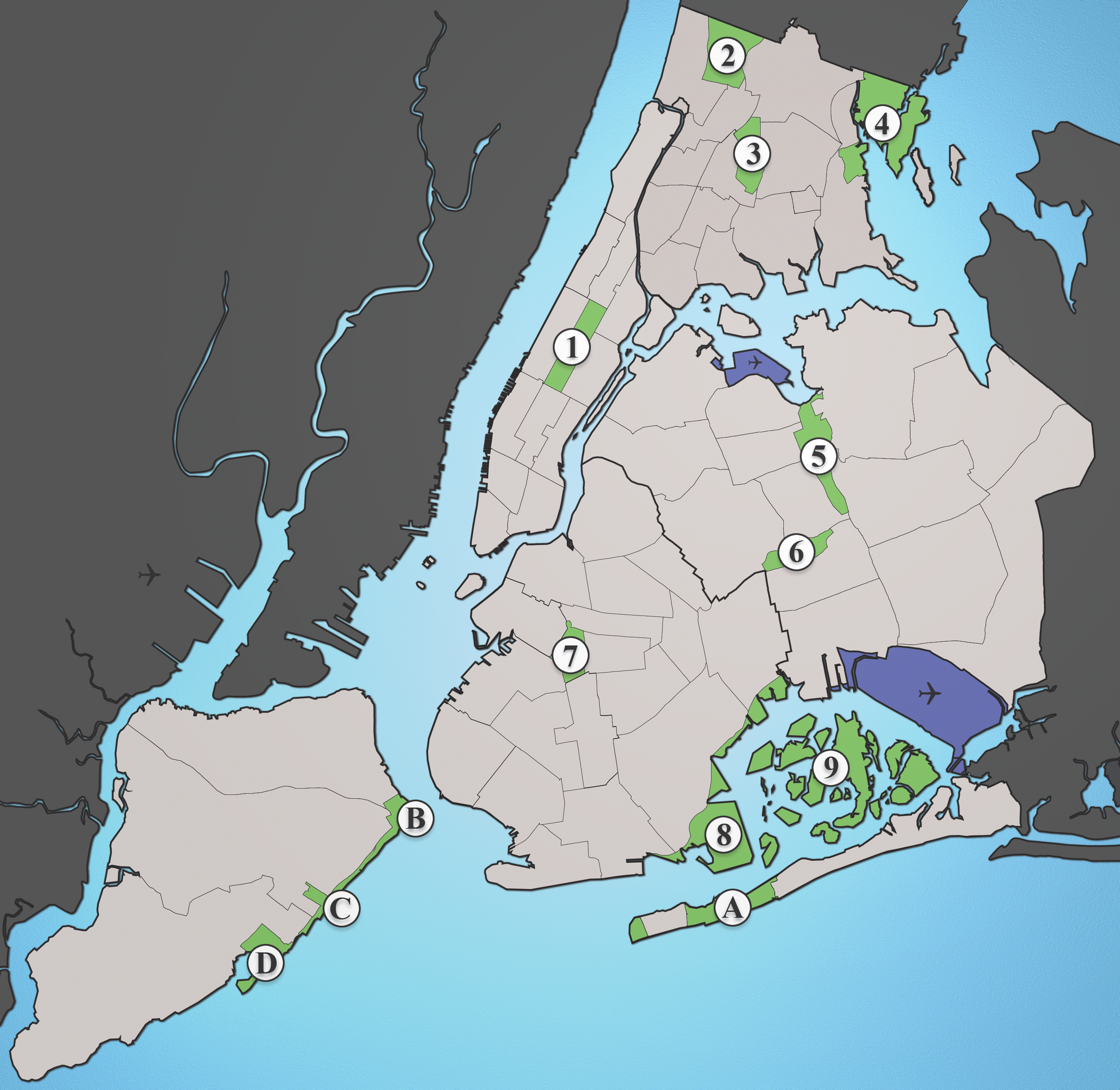
Parken beheerd door het New York City Department of Parks and Recreation: 1) Central Park, 2) Van Cortlandt Park, 3) Bronx Park, 4) Pelham Bay Park, 5) Flushing Meadows Corona Park, 6) Forest Park, 7) Prospect Park

Het New York City Department of Parks and Recreation, ook Parks Department of NYC Parks is een stadsdienst van New York, beheerd door het stadsbestuur, verantwoordelijk voor de uitbating van de publieke parken van de stad, het behoud en onderhoud van de ecologische diversiteit in de natuurzones op het grondgebied van de stad en het aanleveren van ontspanningsmogelijkheden aan de stadsbewoners en bezoekers. De leiding is een politieke benoeming die toekomt aan elke nieuwe burgemeester van de stad.
NYC Parks beheert meer dan 1.700 parken, speeltuinen en ontspanningszones verspreid over de vijf boroughs. Het grootste gebied in beheer van het departement is Pelham Bay Park in The Bronx, andere grote en bekende parken zijn Central Park (in onderaanneming uitbesteed aan Central Park Conservancy), Prospect Park, Van Cortlandt Park, het Flushing Meadows Corona Park en de Staten Island Greenbelt.
Het symbool van de stadsdienst is een blad dat het midden houdt tussen dit van de gewone plataan en dit van de esdoorn. De gewone plataan staat wel op een restrictieve lijst voor aanplantingen in de stad omdat reeds meer dan 10% van de bomen geplant in de straten gewone platanen zijn.

## Geschiedenis
In 1856 werd de Parks Commission opgericht, voor het beheer van Central Park. In 1870 werd de bevoegdheid uitgebreid over alle stadsparken in Manhattan. De andere boroughs hadden eigen beheersdiensten. In 1834 werd het New York City Parks Department opgericht met bevoegdheid over het hele stadsgebied. De leiding werd toevertrouwd aan Robert Moses die de positie tot 1960 behield. In 1976 kreeg de dienst zijn huidige naam.